# اگنس کریستین جانستون
اگنس کریستین جانستون (انگلیسی: Agnes Christine Johnston؛ ‏ ۱۱ ژانویهٔ ۱۸۹۶ – ۱۹ ژوئیهٔ ۱۹۷۸) فیلم‌نامه‌نویس اهل ایالات متحده آمریکا بود. وی بین سال‌های ۱۹۱۵ تا ۱۹۴۸ میلادی فعالیت می‌کرد.

## بخشی از فیلم‌شناسی
- بابا لنگ‌دراز
- بهشت ممنوعه
- دشمن
- بانوی الهی
- اعترافات یک ملکه